# Cyrtomium beddomei
Cyrtomium beddomei là một loài dương xỉ trong họ Dryopteridaceae. Loài này được S.R.Ghosh mô tả khoa học đầu tiên năm 1984.
Danh pháp khoa học của loài này chưa được làm sáng tỏ. 